# Branislav Prieložný
Branislav „Braňo” Prieložný (ur. 9 maja 1968 w Bratysławie) – słowacki bobsleista, uczestnik igrzysk olimpijskich (2002), przedsiębiorca.
W lutym 2002 roku wystąpił na igrzyskach olimpijskich w Salt Lake City. Wziął udział w jednej konkurencji – czwórkach mężczyzn. Słowacki zespół, w którym poza nim wystąpili Milan Jagnešák, Marián Vanderka i Róbert Kresťanko, zajął 24. miejsce wśród 29 sklasyfikowanych bobów.
Jest współzałożycielem grupy finansowej Istrokapitál. W 2008 roku znalazł się wśród 15 najbogatszych Słowaków z majątkiem szacowanym na 5 miliardów koron słowackich. Występując na igrzyskach w Salt Lake City, został pierwszym słowackim miliarderem, który ma na koncie występ olimpijski. 